# Dubîna, Hmilnîk
Dubîna (în ucraineană Дубина) este un sat în comuna Lozna din raionul Hmilnîk, regiunea Vinnița, Ucraina.

## Demografie
Componența lingvistică a localității Dubîna
     Ucraineană (100%)
Conform recensământului din 2001, toată populația localității Dubîna era vorbitoare de ucraineană (100%).